# محمد بن ميكال
محمد بن ميكال كان أحد النبلاء الإيرانيين من آل ميكال، وكان قائدًا عسكريًا لحاكم الطاهريين. كان ابن ميكال، أحد النبلاء الذي غادر العراق واستقر في خراسان، ويمكن تتبع نسبه إلى الحاكم الصغدي ديواشتيش [الإنجليزية]
. وكان لمحمد أيضًا شقيق يُدعى شاه بن ميكال، والذي لعب خلال مسيرته المهنية المبكرة، جنبًا إلى جنب مع محمد، دورًا مهمًا في عهد الحاكم الطاهري عبد الله بن طاهر الخراساني. في عام 864، غزا علي بن الحسن بن زيد طبرستان من الطاهريين، بينما طرد علوي آخر يُسمى محمد بن جعفر بن الحسن حاكم الري الطاهري، واستولى على المدينة. وبعدها أرسل حاكم الطاهريين محمد بن طاهر جيشًا من خراسان بقيادة محمد بن ميكال، الذي تمكن من استعادة المدينة وأسر محمد بن جعفر. لكن الحسن سارع إلى شن هجوم مضاد بقيادة قائده الديلمي واجين، الذي تمكن من هزيمة جيش محمد بن ميكال وقتله.
كان لمحمد ابن اسمه عبد الله الميكالي، الذي حقق شهرة في عهد الصفاريين، وهي السلالة التي احتلت خراسان من الطاهريين.